# لاري موري
لاري موري (بالإنجليزية: Larry Mori)‏ هو لاعب الجسر ‏ أمريكي، ولد في 1948.